# سحر با باد می‌گفتم حدیث آرزومندی
غزلی با مطلع «سحر با باد می‌گفتم حدیث آرزومندی»، غزل شمارهٔ ۴۴۰ از دیوانِ حافظ در تصحیحِ محمد قزوینی و قاسم غنی است.

## در دیگر آثار هنری
در نسخهٔ کتابخانهٔ رضا در هند که کتابت‌شده در خراسان و به‌تاریخ ه‍.ق/۱۵۷۵ م و مصورشده به‌تاریخ اواخر سدهٔ ۱۰ و اوایل سدهٔ ۱۱ ه‍.ق (دورهٔ اکبر) نیز نگاره‌ای بر مبنای بیت «به خوبان دل مده حافظ ببین آن بی‌وفایی‌ها / که با خوارزمیان کردند ترکان سمرقندی» از این غزل با عنوان نگارهٔ کارزار و با رقم چیتر موجود است.